# Herochroma formosana
Herochroma formosana är en fjärilsart som beskrevs av Matsumura 1931. Herochroma formosana ingår i släktet Herochroma och familjen mätare. Inga underarter finns listade i Catalogue of Life.